# Dialypetalum montanum
Dialypetalum montanum är en klockväxtart som beskrevs av Franz Elfried Wimmer. Dialypetalum montanum ingår i släktet Dialypetalum och familjen klockväxter. Inga underarter finns listade i Catalogue of Life.